# On Air with Ryan Seacrest
On Air with Ryan Seacrest é um programa de rádio do locutor Ryan Seacrest da rádio KIIS-FM nos EUA.